# Yunguisaurus
Yunguisaurus liae
Genre
Espèce
Yunguisaurus est un genre fossile de reptiles marins sauroptérygiens du clade des pistosauriens, un groupe qui englobe les célèbres plésiosauriens.
Il a vécu en en Chine où il a été découvert dans la formation géologique de Falang dans la  province du Guizhou. Cette formation est datée régionalement du début du Trias supérieur (Carnien), soit il y a entre ≃237 à ≃227,3 millions d'années.
Une seule espèce est rattachée au genre : Yunguisaurus liae, décrite en 2006 par Yen-Nien Cheng et ses collègues

## Étymologie
Le nom du genre provient de Yungui Gaoyuan qui désigne en pinyin un plateau régional nommé d'après les provinces de Yunnan et Guizhou.
L'espèce quant à elle est nommée en l'honneur du professeur Jinling Li de l’Institut de Paléontologie des vertébrés et de  Paléoanthropologie de Chine pour avoir mené les études sur la faune vertébré du Trias en Chine.

## Description
Le genre est connu grâce à un squelette presque complet et articulé, dont il ne manque que la queue et qui mesure 1,70 mètre.
Cet animal possédait un corps relativement mince et un cou allongé qui soutenait une tête étroite et plutôt fine, longue d'une douzaine de centimètres. Les dents antérieures étaient longues et pointues, tandis que les postérieures étaient plus courtes.
L'animal devait atteindre les deux mètres de longueur. Les pattes étaient aplaties et robustes, similaires à celles du genre Pistosaurus ; c'était un compromis probable entre les pattes des animaux terrestres (comme celles des nothosauriens) et celles des plésiosauriens, transformées en nageoires.

## Classification
En 2011, une analyse phylogénétique de Hilary Ketchum et Roger Benson conduit à l'élaboration du cladogramme ci-dessous. Il montre que si Yunguisaurus n'est pas un « ancêtre » des plésiosauriens il est en très proche, car situé en groupe frère avec ce clade :